# Nga Trường
Nga Trường là một xã thuộc huyện Nga Sơn, tỉnh Thanh Hóa, Việt Nam.

## Thông tin địa lý
Xã Nga Trường có diện tích: 4,51 km². Theo Tổng điều tra dân số năm 1999, xã Nga Trường có dân số 4.321 người.
Xã Nga Trường nằm ở phía tây bắc huyện Nga Sơn. Địa giới hành chính như sau: 
- Phía đông giáp các xã Nga Giáp và Nga Yên, huyện Nga Sơn;
- Phía nam giáp thị trấn Nga Sơn và xã Nga Văn, huyện Nga Sơn;
- Phía tây giáp xã Ba Đình và Nga Vịnh, huyện Nga Sơn;
- Phía bắc giáp xã Hà Vinh, huyện Hà Trung và xã Nga Thiện, huyện Nga Sơn.

Từ xa xưa trên địa bàn xã này có tuyến kênh Nhà Lê nối từ  kinh đô Hoa Lư đến Đèo Ngang đi qua, là tuyến đường thủy đầu tiên trong lịch sử Việt Nam và được coi là tuyến đường Hồ Chí Minh trên sông vì những đóng góp cho các cuộc chiến tranh của người Việt (hiện là một đoạn của sông Hoạt theo tên gọi địa phương).

## Hành chính
Năm 1977, huyện Nga Sơn sáp nhập với huyện Hà Trung thành huyện Trung Sơn, xã Nga Trường thuộc huyện Trung Sơn. Năm 1982 huyện Trung Sơn chia tách thành hai huyện như cũ, xã Nga Trường lại thuộc huyện Nga Sơn.
Xã Nga Trường ngày nay gồm các làng (thôn):
| STT | Tên thôn/xóm/ấp/khu phố | Mã bưu chính |
| --- | ----------------------- | ------------ |
| 1   | Thôn 1                  | 443921       |
| 2   | Thôn 2                  | 443922       |
| 3   | Thôn 3                  | 443923       |
| 4   | Thôn 4                  | 443924       |
| 5   | Thôn 5                  | 443925       |
| 6   | Thôn 6                  | 443926       |
| 7   | Thôn 7                  | 443927       |
| 8   | Thôn 8                  | 443928       |
| 9   | Thôn 9                  | 443929       |